# Молитвени доручак
Молитвени доручак (енгл. The National Prayer Breakfast) је догађај који се сваког првог четвртка у фебруару сваке године одржава у Вашингтону.
Покретач овог догађај био је Абрахам Вереиде (Abraham Vereide), методиста норвешког поријекла. Догађај је први пут организован 1953. године, а од 1980-их година одржава се у у хотелу Вашингтон Хилтон. Доручку који се одржава у међународној плесној дворани хотела присуствује око 3.500 гостију, од којих је велики број истакнутих личности из скоро свих земаља свијета. Домаћин на Молитвеном доручку је неко од чланова Конгреса САД, а у њихово име организује их фондација Фелоушип (Fellowship Foundation), конзервативна хришћанска организација познатија као „Породица“, чији је оснивач Вереиде био.

## Учесници
Циљ овог скупа је окупљање чланова политичке, друштвене и пословне елите и њихово повезивање. Још од Двајта Ајзенхауера, сваки предсједник САД је учествовао у овом догађају.
Традиционално, скупу се обраћају два говорника. Један од њих је неизоставно предсједник САД, а име другог говорника се уобичајено чува као изненађење за тај тренутак.